# Liste des épisodes de Tokyo Mew Mew
Cet article recense les épisodes de l'anime Tokyo Mew Mew. La première partie (saison 1, épisodes 1 à 26) a été adaptée en version française à partir de la version censurée réalisée par la chaîne 4Kids aux États-Unis. La deuxième partie (saison 2, épisodes 27 à 52) a quant à elle été adaptée à partir de la version originale japonaise.

## Épisodes
| No | Titre français                   | Titre japonais                           | Titre japonais                                                  | Date de 1re diffusion |
| No | Titre français                   | Kanji                                    | Rōmaji                                                          | Date de 1re diffusion |
| --- | -------------------------------- | ---------------------------------------- | --------------------------------------------------------------- | --------------------- |
| Version originale: 1 Version 4Kids: 2 | Un chat parmi nous               | ネコになる、正義の味方は恋する少女にゃん | Neko ni naru, seigi no mikata wa koisuru shōjo nyan             | 13 avril 2002         |
| Aoyama invite Ichigo pour aller voir une exposition sur les animaux en voie de disparition. Sans le savoir, Ichigo est surveillée par Ryo et Keiichiro. Aoyama est attaqué par un chiméranimal, Ichigo doit l'affronter. Ryo lui donne alors une pierre lui permettant de se transformer. À la fin de ce combat, Ryo et Keiichiro lui font découvrir son lieu de travail, le Café Mew Mew. |                                  |                                          |                                                                 |                       |
| Version originale: 2 Version 4Kids: 3 | La Mewtation                     | 新しい仲間、正義の味方は超お嬢様にゃん   | Atarashī nakama, seigi no mikata wa chō ojōsama nyan            | 20 avril 2002         |
| Ryo et Keiichiro montrent à Ichigo la vérité sur le projet Mew Mew. Elle apprend qu'elle doit chercher ses autres coéquipières de combat avec l'aide d'un petit robot qu'elle surnomme Masha. Ichigo va alors rencontrer Minto, une fille issue d'une famille riche. Le chien de Minto se transforme en chiméranimal. Ichigo découvre que Minto est une de ses coéquipières.               |                                  |                                          |                                                                 |                       |
| Version originale: 3 Version 4Kids: 4 | Le fantôme de la piscine         | 学校の怪談、おばけの正体見つけ出すにゃん | Gakkō no kaidan, obake no shōtai mitsukedasu nyan               | 27 avril 2002         |
| Au Café Mew Mew, un groupe de filles sont amies avec Retasu. Ces filles demandent à celle ci d'aller au collège pour voir un fantôme qui serait dans la piscine. Minto veut mener cette enquête et demande à Ichigo de l'accompagner mais elle a peur des fantômes. |                                  |                                          |                                                                 |                       |
| Version originale: 4 Version 4Kids: 5 | La part du lion                  | 涙のデート、青山君にいえない秘密にゃん   | Namida no dēto, Aoyama-kun ni ienai himitsu nyan                | 4 mai 2002            |
| Aoyama invite Ichigo à aller dans un parc d'attraction. Mais Quiche va encore faire des siennes en attaquant Ichigo et décide de l'anéantir. |                                  |                                          |                                                                 |                       |
| Version originale: 5 Version 4Kids: 6 | Agile comme un chat              | 嵐の新体操、ネコの舞で輝く星になるにゃん | Arashi no shintaisō, neko no mai de kagayaku hoshi ni naru nyan | 11 mai 2002           |
| Ichigo échappe à un accident en retombant sur ses pieds. Repérée par toute l'école, les membres de gymnastique de l'école souhaitent l'avoir avec eux. |                                  |                                          |                                                                 |                       |
| Version originale: 6 Version 4Kids: 7 | Le bal de charité                | 心のピアノ、ときめきの舞踏会にゃん       | Kokoro no piano, tokimeki no butōkai nyan                       | 18 mai 2002           |
| Une pianiste américaine se présente au Café Mew Mew. Elle organisera un bal et jouera du piano. Pendant ce temps, Quiche décide de semer la zizanie. |                                  |                                          |                                                                 |                       |
| Version originale: 7 Version 4Kids: 8 | Un véritable petit singe         | 歩鈴登場、耳とシッポも芸のうち           | Purin tōjō, mimi to shippo mo gei no uchi                       | 25 mai 2002           |
| En se reposant au parc, Ichigo fait la rencontre de Pudding, une jeune fille qui se comporte comme un singe. Quiche veut s'emparer de l'esprit de Pudding, mais Ichigo fera tout pour l'en empêcher. |                                  |                                          |                                                                 |                       |
| Version originale: 8 Version 4Kids: 9 | L'esprit de la montagne          | 温泉へＧＯ！神秘の山の愛の奇跡           | Onsen e GO! Shinpi no yama no ai no kiseki                      | 1er juin 2002         |
| Retasu reçoit une invitation pour aller dans des sources chaudes à la montagne. Mais en arrivant, les Mew Mew découvrent que des travaux ont lieu à l'emplacement des sources. Elles font la connaissance de Aoyamada, un garçon ressemblant à Aoyama, qui s'oppose aux constructions. |                                  |                                          |                                                                 |                       |
| Version originale: 9 Version 4Kids: 10 | Coup de ballet                   | 愛しのお兄様、思い出は写真の中に         | Itoshi no onīsama, omoide wa shashin no naka ni                 | 8 juin 2002           |
| Ichigo rencontre Seiji, le frère de Minto. Pourtant, ces deux derniers sont distants. Ichigo, Pudding et Retasu veulent inviter Seiji lors de la prochaine représentation de Minto afin de pouvoir les réconcilier. |                                  |                                          |                                                                 |                       |
| Version originale: 10 Version 4Kids: 11 | La cinquième Mew Mew ?           | 最後の仲間、まぼろしの一匹狼             | Saigo no nakama, maboroshi no ippikiōkami                       | 15 juin 2002          |
| Les Mew Mew pensent avoir trouvé leur derrière coéquipière qui serait Zakuro Fujiwara, célèbre mannequin connue dans le monde entier. |                                  |                                          |                                                                 |                       |
| Version originale: 11 Version 4Kids: 12 | Une Mew Mew apprivoisée          | 信じる心、五人そろって東京ミュウミュウ   | Shinjiru kokoro, gonin sorotte Tōkyō myūmyū                     | 22 juin 2002          |
| Les Mew Mew doivent convaincre Zakuro de les rejoindre. Quiche lui propose de rejoindre son camp. Tout va se compliquer lorsque Quiche téléporte Pudding, Minto et Retasu dans une autre dimension. Ichigo doit convaincre Zakuro et sauver ses amies. Y arrivera-t-elle ? |                                  |                                          |                                                                 |                       |
| Version originale: 12 Version 4Kids: 1 | Première mission en équipe       | バレちゃった、季節はずれの桜散る         | Barechatta, kisetsuhazure no sakura chiru                       | 6 avril 2002          |
| Quiche veut empoisonner la ville en utilisant les arbres en fleurs pour polluer l'air. Les Mew Mew doivent détruire les arbres, mais Ichigo hésite car elle a peur qu'Aoyama découvre sa véritable identité. |                                  |                                          |                                                                 |                       |
| Version originale: 13 Version 4kids: 13 | Un bien lourd secret             | すれ違う心、狙われた青山くん             | Surechigau kokoro, nerawareta Aoyama-kun                        | 29 juin 2002          |
| Ichigo craint que Aoyama puisse découvrir son secret. Le jour du tournoi de Kendo de celui ci, Quiche l'attaque avec une de ses créatures gluantes. Ichigo pourra-t-elle le sauver tout en évitant que Aoyama découvre qu'elle est une Mew Mew ? |                                  |                                          |                                                                 |                       |
| Version originale: 14 Version 4Kids: 14 | Drôle de papillon                | 赤坂の秘密、切ない恋の物語               | Akasaka no himitsu, setsunai koi no monogatari                  | 6 juillet 2002        |
| En allant se promener, Ichigo rencontre Rei, l'ancienne petite-amie de Keiichiro qui est passionnée de papillons. Les Mew Mew vont essayer de les remettre ensemble. |                                  |                                          |                                                                 |                       |
| Version originale: 15 Version 4Kids: 15 | Un héros qui sommeille...        | 小さな勇者, マシャ 命がけの友情          | Chiisana yūsha, Masha inochigake no yūjō                        | 13 juillet 2002       |
| Lors d'un combat, une étrange créature avale Masha. Les Mew Mew partent à sa recherche. |                                  |                                          |                                                                 |                       |
| Version originale: 16 Version 4Kids: 16 | Coup de foudre à la bibliothèque | れたすの恋, 一途な思いは図書館で         | Retasu no koi, ichizu na omoi wa toshokan de                    | 20 juillet 2002       |
| À la bibliothèque, Retasu a eu le coup de foudre pour un garçon. Ses amies lui suggèrent de lui révéler ses sentiments. |                                  |                                          |                                                                 |                       |
| Version originale: 17 Version 4Kids: 17 | Coup de froid                    | 蒼の騎士! おまえは俺が守る!!             | Ao no Kishi ! Omae wa ore ga mamoru !!                          | 27 juillet 2002       |
| C'est les vacances, mais Ichigo doit travailler au café Mew Mew. Malgré tout, elle prévoit une sortie avec Aoyama. Ce serait trop bête de tomber malade. |                                  |                                          |                                                                 |                       |
| Version originale: 18 Version 4Kids: 18 | Le chevalier bleu                | 真夏の恋!いちごのハートはゆらゆら        | Manatsu no koi ! Ichigo no hāto wa yurayura                     | 3 août 2002           |
| Un mystérieux individu se faisant appelé le Chevalier Bleu vole au secours d'Ichigo... |                                  |                                          |                                                                 |                       |
| Version originale: 19 Version 4Kids: 19 | Week-end à la mer                | 優しさの力, 海の深くに願いよ届け         | Yasashisa no chikara, umi no fukaku ni negai yo todoke          | 10 août 2002          |
| Ryo et Keiichiro emmènent les Mew Mew à la mer, mais les aliens ont décidé de s'inviter... |                                  |                                          |                                                                 |                       |
| Version originale: 20 Version 4Kids: 20 | La sœur de l'année               | 母の記憶, お姉ちゃんは大変なのだ         | Haha no kioku, oneechan wa taihen na no da                      | 17 août 2002          |
| Alors qu'elle travaille au café Mew Mew, Pudding perd soudain connaissance. Affolés, tous se précipitent pour savoir ce qui s'est passé. |                                  |                                          |                                                                 |                       |
| Version originale: 21 Version 4Kids: 21 | Une Mew Mew quitte le nid        | 心の火花, いちごとみんとのすれ違い       | Kokoro no hihana, Ichigo to Minto no surechigai                 | 24 août 2002          |
| Minto est en proie à quelques doutes, elle en arrive à remettre en question sa présence au sein de l'équipe des Mew Mew... |                                  |                                          |                                                                 |                       |
| Version originale: 22 Version 4Kids: 22 | Les devoirs de vacances          | 夏よさらば, いちごの一番長い日           | Natsu yo saraba, Ichigo no ichiban nagai hi                     | 31 août 2002          |
| Nous sommes à la veille de la rentrée et Ichigo vient de se rendre compte qu'elle a oublié de faire ses devoirs de vacances... |                                  |                                          |                                                                 |                       |
| Version originale: 23 Version 4Kids: 23 | Coup de foudre                   | 恋は突然! 乙女のハートをうけとめて       | Koi wa totsuzen ! Otome no hāto o uketomete                     | 7 septembre 2002      |
| Deux camarades de classe d'Ichigo sont tombées sous le charme de Ryo et Keiichiro. Elles demandent à Ichigo de les aider à les approcher. |                                  |                                          |                                                                 |                       |
| Version originale: 24 Version 4Kids: 24 | Méfiez-vous des diamants         | 不思議な宝石, 輝きはあなたの中に         | Fushigi na hōseki, kagayaki wa anata no naka ni                 | 14 septembre 2002     |
| Zakuro s'apprête à défiler pour un grand joaillier. Pendant ce temps, Ryo et Keiichiro tentent d'en savoir plus sur la pierre Arc-en-Ciel... |                                  |                                          |                                                                 |                       |
| Version originale: 25 Version 4Kids: 25 | À la recherche de l'eau bleue    | 恋のハードル, いちごの恋は障害だらけ     | Koi no hādoru, Ichigo no koi wa shōgai dareke                   | 21 septembre 2002     |
| Entre les cours et son travail au café, Ichigo n'a plus le temps de voir Aoyama et la fatigue s'accumule... |                                  |                                          |                                                                 |                       |
| Version originale: 26 Version 4Kids: 26 | Un enjeu de taille               | 時よ止まれ! 胸にあふれる愛しい気持ち     | Toki yo tomare ! Mune ni afureru itoshii kimochi                | 28 septembre 2002     |
| Les aliens tentent de mettre la main sur le Mew Aqua Crystal , qui leur permettrait de s'emparer de la planète Terre. |                                  |                                          |                                                                 |                       |
| 27 | La déclaration                   | あなたが好き, 青山くん衝撃の告白!        | Anata ga suki, Aoyama-kun shōgeki no kokuhaku !                 | 5 octobre 2002        |
| Aoyama avoue ses sentiments à Ichigo, tandis que les aliens tentent de récupérer le mew aqua. |                                  |                                          |                                                                 |                       |
| 28 | Quelle vie de chat !             | ネコパニック, 秘密のカギは乙女のくちびる | Neko panikku, himitsu no kagi wa otome no kuchibiru             | 12 octobre 2002       |
| Après s'être soudainement transformée en chat, Ichigo ne sait pas comment elle va pouvoir redevenir humaine. |                                  |                                          |                                                                 |                       |
| 29 | Un amour interdit                | 禁断の恋? ネコの言葉がわかるニャン       | Kindan no koi ? Neko no kotoba ga wakaru nya                    | 19 octobre 2002       |
| Ichigo découvre un nouveau côté de son ADN félin lorsqu'elle aide deux chats amoureux. |                                  |                                          |                                                                 |                       |
| 30 | Clair comme du cristal           | 素直になって, 水晶玉に秘めた片思い       | Sunao ni natte, suishōdama ni himeta kataomoi                   | 26 octobre 2002       |
| Quiche pense que le Mew Aqua se cache dans la boule de cristal d'une amie d'Ichigo, qui est diseuse de bonne aventure. |                                  |                                          |                                                                 |                       |
| 31 | Un père un peu trop protecteur   | 父の背中, いちごをかけた一本勝負!        | Chichi no senaka, Ichigo wa kaketa ippon shōbu!                 | 2 novembre 2002       |
| Le père d'Ichigo défie Aoyama lors d'un match de kendo... |                                  |                                          |                                                                 |                       |
| 32 | Un défi de grande classe         | お嬢さま対決, お金じゃ買えない正義の味方 | Ojōsama taiketsu, okane ja kaenai seigi no mikata               | 9 novembre 2002       |
| Lors d'une réception organisée par sa famille, Minto retrouve son éternelle "rivale". |                                  |                                          |                                                                 |                       |
| 33 | Le prétendant de Kikki           | 婚約者現わる 歩鈴, 宿命の結婚?!          | Konyakusha arawaru, Purin, shukumei no kekkon ?!                | 16 novembre 2002      |
| Un homme vient réclamer la main de Pudding après un combat qu'il a remporté. |                                  |                                          |                                                                 |                       |
| 34 | Une adorable poupée              | 一番大切な事, 誰かを信じる気持ち         | Ichibantai setsunakoto, dareka o shinjiru kimochi               | 23 novembre 2002      |
| Lors d'une vente de charité, Retasu vent les poupées qu'elle a fabriquées. Pendant ce temps, Quiche prépare son nouveau plan. |                                  |                                          |                                                                 |                       |
| 35 | Ne pleure pas petite Émilie      | 泣かないで, ひとりぼっちの小さなざくろ   | Nakanaide, hitoribotchi no chiisana Zakuro                      | 30 novembre 2002      |
| Zakuro rencontre une fille qui est fan d'elle. Quiche tente de récupérer son pendentif car il pense qu'il contient du Mew Aqua. |                                  |                                          |                                                                 |                       |
| 36 | L'origine du projet Mew Mew      | 白金の過去, ミュウミュウ誕生の秘密!!     | Shirogane no kako, Myū Myū tanjō no himitsu !!                  | 7 décembre 2002       |
| Alors qu'Ichigo se transforme complètement en chat, le passé de Ryo est dévoilé. |                                  |                                          |                                                                 |                       |
| 37 | Joyeux Noël !                    | 輝きの涙, 二人きりのクリスマス           | Kagayaki no namida, futarikiri no Kurisumasu !                  | 14 décembre 2002      |
| Sous les conseils de Zakuro, Ichigo célèbre Noël en compagnie d'Aoyama. |                                  |                                          |                                                                 |                       |
| 38 | Une décision impossible          | 聖夜の奇跡, 秘密の消えた夜               | Seiya no kiseki, himitsu no kieta yoru                          | 21 décembre 2002      |
| Après qu'Aoyama ait été frappé par un fragment de Mew Aqua, il tombe dans le coma. |                                  |                                          |                                                                 |                       |
| 39 | La magie des rêves               | 盗まれた夢ラベンダーの甘い罠             | Nusumareta yume, rabendā no amai wana                           | 28 décembre 2002      |
| Alors que c'est le jour de l'an, Ichigo est endormie par un chiméranimal et les autres sont enfermées dans son rêve. |                                  |                                          |                                                                 |                       |
| 40 | Un nouvel ami                    | 二人は友達?歩鈴, 危機一髪!!              | Futari wa tomodachi ? Purin, kikki ippatsu !!                   | 4 janvier 2003        |
| Lors de son jour de congé, Pudding découvre un plan machiavélique menaçant le Dôme de Tokyo... |                                  |                                          |                                                                 |                       |
| 41 | Balade sous-marine               | 幸せを運ぶ風, 一途な祈り                 | Shiawase o hakobu kaze, ichizu na inori                         | 11 janvier 2003       |
| Au milieu de l'océan, un très puissant chiméranimal commence à polluer l'océan. Retasu et Ryo doivent rapidement le trouver. |                                  |                                          |                                                                 |                       |
| 42 | Une amie s'en va                 | ざくろの迷い, 四人になったミュウミュウ   | Zakuro no mayoi, yonnin ni natta Myū Myū                        | 18 janvier 2003       |
| Zakuro se voit offrir un rôle dans un film d'Hollywood. |                                  |                                          |                                                                 |                       |
| 43 | Amie ou ennemie ?                | 敵か味方か?戦ってお姉さま!!              | Teki ka mikata ka ? tatakatte oneesama !!                       | 25 janvier 2003       |
| Après la trahison de Zakuro, les Mew Mew sont désemparées. |                                  |                                          |                                                                 |                       |
| 44 | Une forêt dans la ville          | 森になった街!いちごの笑顔を守るもの      | Mori ni natta machi ! Ichigo no egao o mamoru mono              | 1er février 2003      |
| La ville est engloutie dans une forêt. Les Mew Mew suspectent le dernièr Mew Aqua de se cacher dans un arbre, mais elles ne sont pas les seules. |                                  |                                          |                                                                 |                       |
| 45 | La fin d'une énigme              | 解けた謎!蒼の騎士の真実                  | Toketa nazo ! Ao no Kishi no shinjitsu                          | 8 février 2003        |
| Lors d'un combat, le Chevalier Bleu révèle sa véritable identité... |                                  |                                          |                                                                 |                       |
| 46 | Un nouvel allié                  | 新しい戦力!地球を守る仲間                | Atarashii senryoku ! Chikyū o mamoru nakama                     | 15 février 2003       |
| Un nouveau Mew Aqua est localisé. |                                  |                                          |                                                                 |                       |
| 47 | La puissance de l'amour          | 愛のパワー!青山君は私が守る!!            | Ai no pawā ! Aoyama-kun wa watashi ga mamoru !!                 | 22 février 2003       |
| Les aliens mettent leur nouveau plan à exécution : éliminer le Chevalier Bleu. |                                  |                                          |                                                                 |                       |
| 48 | Perdus dans une autre dimension  | 異次元の迷路!キッシュの賭け!!            | Ijigen no meiro ! Kish no kake !!                               | 1er mars 2003         |
| Les aliens parviennent à capturer le Chevalier Bleu et les Mew Mew afin d'éliminer Aoyama. |                                  |                                          |                                                                 |                       |
| 49 | La résurrection du Seigneur Bleu | 青の目覚め, もうひとつの姿!              | Ao no mezame, mō hitotsu no sugata !                            | 8 mars 2003           |
| L'esprit d'Aoyama est en danger ! De plus, les anciens chiméranimals sont relâchés sur la ville. |                                  |                                          |                                                                 |                       |
| 50 | Un cruel dilemme                 | いちごの試練!あたしはミュウミュウ        | Ichigo no shiren ! Atashi wa Myū Myū                            | 15 mars 2003          |
| Aoyama est devenu Deep Blue et parvient facilement à battre quatre des Mew Mew. Il ne reste qu'Ichigo. |                                  |                                          |                                                                 |                       |
| 51 | Un dernier espoir                | 最後の戦い!あなたの笑顔を信じてる        | Saigo no tatakai ! Anata no egao o shinjiru                     | 22 mars 2003          |
| Alors qu'Ichigo part à la recherche de Deep Blue, les autres combattent le chiméranimal qui a été fossilisé avant la mort des parents de Ryo. |                                  |                                          |                                                                 |                       |
| 52 | Le tout pour le tout             | 地球の未来に, ご奉仕するにゃん!          | Chikyū no mirai ni, gohōshi suru nyan !                         | 29 mars 2003          |
| Pendant qu'Ichigo combat Deep Blue, Aoyama tente également de se battre contre lui de l'intérieur. |                                  |                                          |                                                                 |                       |